# Meiser (stacja kolejowa)
Meiser – stacja kolejowa w Schaerbeek, w północnej Brukseli. Stacja została otwarta w 1976. Linia 26 przechodzi przez tę stację.
W ramach Brukseli RER, połączenie pomiędzy linii 26 i linii 161 jest budowany przez Schuman-Jozafata nowy tunel.